# Walter Georg
Walter Georg (* 28. April 1943 in Standorf) ist deutscher Pädagoge.

## Leben
Er studierte Wirtschaftswissenschaften, Erziehungswissenschaft (Berufs- und Wirtschaftspädagogik), Soziologie und Psychologie an den Universitäten Göttingen, Saarbrücken und Darmstadt. Er erwarb 1969 das Diplom (Diplom-Handelslehrer), 1970 den Magister Artium und 1974 die Promotion zum Dr. phil. in Darmstadt. Von 1970 bis 1976 war er wissenschaftlicher Mitarbeiter am Lehrstuhl für Berufspädagogik an der TU Darmstadt. Von 1976 bis 1977 war er wissenschaftlicher Rat und Professor für Wirtschaftspädagogik an der Universität Hamburg. Von 1977 bis 2008 lehrte er als Universitätsprofessor (C4) für Berufs- und Wirtschaftspädagogik an der Fernuniversität in Hagen.
Seine Forschungsschwerpunkte sind vergleichende Berufsbildungsforschung (Schwerpunkt: Japan und Ostasien); Berufs- und Qualifikationsforschung; Institutionalisierungsprozesse beruflicher Qualifizierung; Organisationsentwicklung und Qualifikationsstruktur, Ausbildungs- und Karriereverläufe und Berufsbildung in der Entwicklungszusammenarbeit.

## Schriften (Auswahl)
- Sozialgeschichte der Berufserziehung. Eine Einführung. München 1981, ISBN 3-7799-0708-9.
- Arbeitshumanisierung und empirische Sozialforschung. Eine Einführung am Beispiel eines berufspädagogischen Begleitforschungsprojektes im Rahmen betrieblicher Arbeitsstrukturierung. Baden-Baden 1981, ISBN 3-7890-0663-7.
- Berufliche Bildung des Auslands, Japan. Zum Zusammenhang von Qualifizierung und Beschäftigung in Japan im Vergleich zur Bundesrepublik Deutschland. Baden-Baden 1993, ISBN 3-7890-3146-1.
- Kleines berufspädagogisches Lexikon. Bielefeld 1995, ISBN 3-7639-0037-3.